# Liste der Grade-I-Bauwerke in Tyne and Wear
| Lage von Tyne and Wear in England                                                     |
| Gliederung von Tyne and Wear                                                          |
| 1. Gateshead 2. Newcastle upon Tyne 3. North Tyneside 4. South Tyneside 5. Sunderland |

Diese Liste der Grade-I-Bauwerke in Tyne and Wear nennt die Grade-I-Listed Buildings im Metropolitan County Tyne and Wear nach Metropolitan Boroughs geordnet.
Von den rund 373.000 Listed Buildings in England sind rund 9000, also etwa 2,4 %, als Grade I eingestuft. Davon befinden sich etwa 78 in Tyne and Wear.

## Gateshead
1. Banqueting House About 500 Metres East and 300 Metres South of Gibside, Gateshead, NE16
2. Church of Holy Cross, Gateshead, NE40
3. Church of St Mary, Gateshead, NE16
4. Monument to British Liberty, Gateshead, NE39
5. Old Hollinside, Gateshead, NE16
6. The Chapel About 350 Metres West and 650 Metres South of Gibside Hall, Gateshead, NE16

## Newcastle upon Tyne
1. 28 and 30, Close, Newcastle upon Tyne, NE1
2. Alderman Fenwick’s House, Newcastle upon Tyne, NE1
3. Bessie Surtees House and Milbank House, Newcastle upon Tyne, NE1
4. Bishop’s House, Newcastle upon Tyne, NE5
5. Blackfriars East Range, Newcastle upon Tyne, NE1
6. Blackfriars South Range, Newcastle upon Tyne, NE1
7. Blackfriars West Range, Newcastle upon Tyne, NE1
8. Cathedral of St Mary, Newcastle upon Tyne, NE1
9. Cathedral of St Nicholas, Newcastle upon Tyne, NE1
10. Central Railway Station; passenger buildings and train shed with platforms, Newcastle upon Tyne, NE1
11. Chapel of St Edmund and Trinity Centre, Gateshead, NE8
12. Church of All Saints, Newcastle upon Tyne, NE1
13. Church of St Andrew, Newcastle upon Tyne, NE1
14. Church of St Ann, Newcastle upon Tyne, NE1
15. Church of St George, Newcastle upon Tyne, NE2
16. Church of St John the Baptist, Newcastle upon Tyne, NE1
17. Church of St Mary, Gateshead, NE8
18. Church of St Michael and All Angels, Newcastle upon Tyne, NE15
19. Corner Tower, Newcastle upon Tyne, NE1
20. Earl Grey Monument, Newcastle upon Tyne, NE1
21. East Front of Grainger Market, Newcastle upon Tyne, NE1
22. Grainger Market, Newcastle upon Tyne, NE1
23. Gunner Tower, Newcastle upon Tyne, NE1
24. Heron Pit Prison, Drawbridge Pit and Other Under-Buildings in Barbican, Newcastle upon Tyne, NE1
25. High Level Bridge, Newcastle upon Tyne, NE8
26. High Level Bridge, Newcastle upon Tyne, NE1
27. Moot Hall, Newcastle upon Tyne, NE1
28. Numbers 1–59 Including Lake House, Garnett House, Hodgkin House, Gurney House and Embleton House, Newcastle upon Tyne, NE1
29. Numbers 11 to 43 (West Front of Grainger Market), Newcastle upon Tyne, NE1
30. Old Tyne Bridge, Newcastle upon Tyne, NE1
31. Plummer Tower, Newcastle upon Tyne, NE1
32. Roman Turret Opposite Number 800, Bishops House (Denton Hall) with Section of Hadrian’s Wall, Newcastle upon Tyne, NE15
33. Sallyport or Wall Knoll Tower, Newcastle upon Tyne, NE1
34. Salters’ Bridge (Tyne and Wear Bridge Number 077), Newcastle upon Tyne, NE3
35. South Front of Grainger Market, Newcastle upon Tyne, NE1
36. South Postern Tower Facing the River, and Curtain Wall Adjoining, Newcastle upon Tyne, NE1
37. Temple of Antenociticus, Newcastle upon Tyne, NE15
38. The Barbican Walls Between North Gate of Castle and Black Gate, Newcastle upon Tyne, NE1
39. The Black Gate, Newcastle upon Tyne, NE1
40. The Guildhall and Merchants’ Court, Newcastle upon Tyne, NE1
41. The Keep, Newcastle upon Tyne, NE1
42. The North Front of Grainger Market, Newcastle upon Tyne, NE1
43. The Song School and Choir Vestry, Newcastle upon Tyne, NE1
44. Theatre Royal Lounge and Restaurant; the Royal Public House, Newcastle upon Tyne, NE1
45. Theatre, theatre Royal, Newcastle upon Tyne, NE1
46. Town Wall, Newcastle upon Tyne, NE1
47. Town Wall North of the Close and Breakneck Stairs, Newcastle upon Tyne, NE1
48. Town Wall South of Numbers 74–80 town Wall to Rear of Number 43, Newcastle upon Tyne, NE1
49. Town Wall to Rear of Numbers 1–25 Odd, Newcastle upon Tyne, NE1
50. Town Wall with Durham Tower, Newcastle upon Tyne, NE1
51. Town Wall, with Morden, Heber and Ever Towers, Newcastle upon Tyne, NE1
52. Trinity House, Newcastle upon Tyne, NE1
53. Trinity House Banqueting Hall and Board Room, Newcastle upon Tyne, NE1
54. Trinity House Gate and Chapel, Newcastle upon Tyne, NE1
55. Tyne Theatre and Opera House, Newcastle upon Tyne, NE1
56. War Memorial (The Response), Newcastle upon Tyne, NE1

## North Tyneside
1. Church of Holy Cross, North Tyneside, NE28
2. Church of St George, North Tyneside, NE30

## South Tyneside
1. Church of Saint Nicholas, South Tyneside, NE36
2. Church of St Paul, South Tyneside, NE32
3. Monastery of St Paul ruins of Jarrow Monastery, South Tyneside, NE32
4. Old Town Hall, South Tyneside, NE33

## Sunderland
1. Church of Holy Trinity, Sunderland, SR1
2. Church of St Andrew, Sunderland, SR6
3. Church of St Michael and All Angels, Sunderland, DH4
4. Church of St Peter, Sunderland, SR6
5. Earl of Durham’s Monument, Sunderland, DH4
6. Hylton Castle, Sunderland, SR5
7. Hylton Chapel, Sunderland, SR5
8. Lodge to West of Washington Old Hall, Sunderland, NE38
9. Phoenix Lodge (Freemason’s Hall), Sunderland, SR1
10. Washington Old Hall, Sunderland, NE38